# Universidade das Filipinas
Universidade das Filipinas (UP; em filipino: Unibersidad ng Pilipinas ou Pamantasan ng Pilipinas) é uma universidade pública nacional das Filipinas. O campus principal da instituição se localiza em Quezon City, construída ainda no Governo Insular das Ilhas Filipinas em 1908, sendo a primeira a ser inaugurada no território. Segundo a 1ª Legislatura Filipina, foi assinado o estabelecimento da Universidade das Filipinas como "fomento à instrução avançada em literatura, filosofia, ciências e artes; além da formação profissional e técnica dos estudantes filipinos, independente da etnia, religião, gênero, nacionalidade, idade ou filiação política.
A UP tem autonomia institucional do país conforme foi estipulado pela Lei da República N.º 9.500. A instituição, portanto, possui sete universidades constituintes (UCs), uma faculdade autônoma e quatro escolas de educação básica localizadas entre os quinze campus do país. O primeiro dos quinze foi fundado em Manila, capital das Filipinas, em 1909, com a Faculdade de Belas Artes e Faculdade de Medicina e Cirurgia; em Los Baños, surgiu outro, logo em seguida, com a Faculdade de Agricultura. No mesmo ano, outras cinco foram estabelecidas em diferentes cidades. O campus mais recente foi fundado em 2002, na cidade de Baguio. O campus principal e sede da administração e reitoria, no entanto, fica em Quezon City.
A Universidade das Filipinas é constantemente citada como "a melhor instituição de ensino" do país asiático. Dentre figuras e personalidades filipinas, em 2012 estão o presidente, treze ministros, trinta e seis cientistas e quarenta artistas reconhecidos nacionalmente, os quais se graduaram na faculdade. É, também, uma das três únicas universidades a receberem uma condecoração do Prêmio Ramon Magsaysay como uma "premier da nação filipina". O presidente da Universidade das Filipinas é eleito por um conselho para um mandato único de seis anos; o atual presidente é Alfredo E. Pascual, professor de Gestão Financeira do Instituto Asiático de Administração, eleito em 2011.